# Шибряйка

Шибряйка — река в России, протекает в Тамбовской области. Левый приток Вороны.

## География
Река берёт начало у посёлка Первомайский Инжавинского района. Течёт в юго-западном направлении по открытой местности. Устье реки находится у села Нижний Шибряй Уваровского района в 135 км по левому берегу реки Вороны. Длина реки составляет 38 км, площадь водосборного бассейна 298 км². 

## Данные водного реестра
По данным государственного водного реестра России относится к Донскому бассейновому округу, водохозяйственный участок реки — Ворона, речной подбассейн реки — Хопер. Речной бассейн реки — Дон (российская часть бассейна).
По данным геоинформационной системы водохозяйственного районирования территории РФ, подготовленной Федеральным агентством водных ресурсов:
- Код водного объекта в государственном водном реестре — 05010200212107000006816
- Код по гидрологической изученности (ГИ) — 107000681
- Код бассейна — 05.01.02.002
- Номер тома по ГИ — 07
- Выпуск по ГИ — 0